# Marcel Oopa
Marcel Pouvanaa Oopa (Fare na otoku Huahine, 21. travnja 1917. - Pariz, 14. srpnja 1961.), tahićanski političar, sin vođe tahićanskog separatističkog pokreta Pouvanee a Oope. Pripadao je nacionalističkoj separatističkoj stranci koju je osnovao njegov otac. Marcel je po zanimanju bio stolar.
Tijekom Drugog svjetskog rata borio se na Pacifiku, u Libiji i u Tunisu. Dobio je par francuskih i jedno libijsko odlikovanje. 1950. u vojnoj odori sudjelovao je u prvoj proslavi 1. svibnja u povijesti Francuske Polinezije. Devet godina kasnije postao je vijećnik u skupštini Zavjetrinskih otoka, zamijenivši na tom mjestu svog ujaka. 1960. izabran je u francusku skupštinu, nakon što mu je otac osuđen na zatvorsku kaznu i izbjeglištvo u Francuskoj. Marcel Oopa umro je od raka u bolnici Tenon u Parizu 1961. Otac ga je nadživio 16 godina. Ocu je, nakon učestalih tahićanskih pritisaka na francusku vlast, bilo dozvoljeno sjediti uz njegov krevet u bolnici. Marcelovo mjesto u francuskoj skupštini privremeno je preuzeo John Teariki iz iste stranke.